# Football Club Jazz Pori
Maillots
Le FC Jazz est un club sportif finlandais fondé en 1934 sous le nom PPT et basé à Pori. Sa principale section est le football (équipes masculines et féminines depuis 1972), mais il pratique aussi le futsal. Une section de baseball a été active jusqu'à la fin des années 1950, tout comme une équipe de bandy qui disparaît en 1960 et une équipe de  hockey sur glace qui est dissoute en 1969.

## Histoire
Le club est fondé le 22 septembre 1934 sous le nom de Porin Pallo-Toverit (PPT, Club des Camarades de Pori) par dix-huit jeunes hommes qui décident de quitter un club omnisports local, Pyrintö. Appartenant au mouvement ouvrier, ils décident d'inscrire le club à la Fédération sportive ouvrière finlandaise (Suomen Työväen Urheiluliitto, TUL). En plus du football, une section de bandy est créée.
Après avoir joué dans les divisions régionales de la TUL, le club atteint la deuxième division en 1948, avant de rejoindre les compétitions de la fédération finlandaise en 1955. Obtenant trois promotions consécutives entre 1981 et 1984, il passe de la quatrième division à la première division, alors appelée Mestaruussarja. Relégué en 1988, il remonte en 1991.
En novembre 1991, le club prend le nom de FC Jazz, en référence au Pori Jazz, l'un des plus célèbres festivals de jazz d'Europe, organisé dans la ville chaque année au mois de juillet. Les dirigeants trouvent de l'argent et attirent des joueurs sud-américains. Le club remporte alors deux fois le championnat et dispute les tours préliminaires de la Ligue des champions. Au début des années 2000, le club recule et se voit relégué en deuxième division en 2004. Confronté à de graves problèmes financiers (arriérés d'impôts de plus d'un demi-million d'euros, soupçons d'évasion fiscale) depuis le début des années 2000, le club est mis en faillite en mars 2005.
En 2006, l'équipe junior, dont l'entité professionnelle avait été séparée en 2003 et qui possédait le numéro d'affiliation du club, reprend le flambeau sous le nom de FC Jazz-juniorit (ou FC Jazz-j) et redémarre en sixième division. Le club reprend le nom de FC Jazz en 2010 et évolue actuellement en troisième division (Kakkonen).

## Palmarès
- Championnat de Finlande (2) 
  - Champion : 1993 et 1996.

- Coupe de Finlande
  - Finaliste : 1995.

- Coupe de la Ligue finlandaise
  - Finaliste : 1994.

## Joueurs célèbres
- Dionisio
- Timo Furuholm
- Youri Gavrilov
- Luiz Antônio
- Pedro Massacessi
- Antti Sumiala
- Rafael Pires Vieira
- Héctor Takayama